# SVV in het seizoen 1963/64
Het seizoen 1963/1964 was het 10e jaar in het bestaan van de Schiedamse betaaldvoetbalclub SVV. De club kwam uit in de Tweede divisie B en eindigde daarin op de 12e plaats. Tevens deed de club mee aan het toernooi om de KNVB beker, hierin werd de club in de eerste ronde uitgeschakeld door Telstar (1–2).

## Wedstrijdstatistieken

### Tweede divisie B
|       | AGOVV | Baronie | D.F.C. | De Graafschap | Helmondia '55 | Hermes DVS | Limburgia | LONGA | N.E.C. | NOAD  | Roda JC | Vitesse | Wageningen | Wilhelmina | Xerxes |
| ----- | ----- | ------- | ------ | ------------- | ------------- | ---------- | --------- | ----- | ------ | ----- | ------- | ------- | ---------- | ---------- | ------ |
| Thuis | 3 – 3 | 2 – 1   | 7 – 3  | 1 – 0         | 5 – 1         | 0 – 1      | 3 – 3     | 3 – 1 | 1 – 3  | 1 – 2 | 1 – 1   | 2 – 0   | 2 – 2      | 2 – 3      | 0 – 1  |
| Uit   | 4 – 1 | 3 – 0   | 1 – 3  | 3 – 3         | 4 – 0         | 1 – 1      | 1 – 0     | 3 – 3 | 5 – 2  | 1 – 0 | 5 – 2   | 2 – 2   | 1 – 3      | 1 – 1      | 2 – 0  |

### KNVB beker
| 1e ronde                                            | SVV                 | 1 – 2 (0 – 1) | Telstar                               |
| 29 september 1963 Plaats: Schiedam Frankelandsedijk | Rob Speelmeijer 47' |               | 40' Bert van Wooning 83' Joop Daniëls |

## Statistieken SVV 1963/1964

### Eindstand SVV in de Nederlandse Tweede divisie B 1963 / 1964
| Stand | Gespeeld | Gewonnen | Gelijk | Verloren | Punten | Doelpunten voor | Doelpunten tegen |
| ----- | -------- | -------- | ------ | -------- | ------ | --------------- | ---------------- |
| 12e   | 30       | 8        | 9      | 13       | 25     | 54              | 62               |

### Topscorers
| #                | Naam                        | Goal |
| ---------------- | --------------------------- | ---- |
| 1.               | Aad Osterholt               | 10   |
| 2.               | Dick van Dijk               | 8    |
| 2.               | Theo Kaak                   | 8    |
| 2.               | Wout van Meeteren           | 8    |
| 5.               | Eddy Koens                  | 7    |
| 6.               | Leen Hubert                 | 3    |
| 7.               | Klaas van Dongen            | 2    |
| 8.               | Jan van Andel               | 1    |
| 8.               | Harrie van Gent             | 1    |
| 8.               | Ton van Leeuwen             | 1    |
| 8.               | Aad Putters                 | 1    |
| 8.               | Kees van Schie              | 1    |
| 8.               | Rob Speelmeijer             | 1    |
| Eigen doelpunten |                             |      |
| –                | Toon Lukken (Wilhelmina)    | 1    |
| –                | Cees Schoenmakers (Baronie) | 1    |
| Totaal           | Totaal                      | 54   |

| #      | Naam            | Goal |
| ------ | --------------- | ---- |
| 1.     | Rob Speelmeijer | 1    |
| Totaal | Totaal          | 1    |